# Варианты сёги
Варианты сёги — настольные игры, напоминающие сёги или основанные на сёги.

## На малых досках (современные)
- Сайсё сёги (1х1)
- Буси сёги (1х2)
- Гуфу сёги (2х3)
- Добуцу сёги, или "Поймай льва" (3×4) — распространённая версия для детей
- Микросёги (4×5)
- Минисёги (5x5)
- Киото сёги (5x5)
- Горо горо сёги (Goro goro shogi, 5×6)
- Сёги Джудкина (Judkins shogi, 6×6)
- Китовые сёги (6×6)
- Птичьи сёги (7×7)

## На средних досках
- ЕвроСёги (8×8)
- Хэйан сёги (8×8 и 9×8)
- Сёги (9×9) — классический вариант, самый широко распространённый
- Сё сёги  (9×9) — предшественник классических сёги
- Хасами сёги (9×9) — «лёгкая» игра-спутник для детей
- Цуйтатэ сёги (9×9) — «сёги с экраном»; сёгистский аналог кригшпиля
- Аннан сёги (9×9) — вариант сёги популярный в Корее.
- Мавари сёги (9×9) — развлекательная гоночная игра-спутник. Играется фигурами сёги, но с их правилами никак не связана.

## На больших досках (средние века)
- Ва сёги (11×11)
- Тю сёги (12×12) — относительно распространённая версия
- Хэйан дай сёги (Heian dai shogi, 13×13)
- Дай сёги (Dai shogi, 15×15)
- Тэндзику сёги (16×16)
- Дай дай сёги (Dai dai shogi, 17×17)
- Мака дай дай сёги (19×19)
- Тай сёги (Tai shogi, 25×25)
- Тайкёку сёги (36×36)

## На непрямоугольных досках
- Кубические сёги (9×9×9)
- Гексагональные сёги (Sannin shogi —  сёги для троих, на доске из 85 полей)